# Травна Гора
Травна Гора (словен. Travna Gora) је насељено место у општини Содражица, регија Југоисточна Словенија, Словенија.

## Историја
До територијалне реорганизације у Словенији била је у саставу старе општине Рибница. Као самостално насеље, Травна Гора постоји од 1998. године. Настала је издвајањем дела из насеља Равни Дол.

## Становништво
У попису становништва из 2011. године, Травна Гора је имала 12 становника.
| Број становника према пописима | Број становника према пописима |
| ------------------------------ | ------------------------------ |
| 2002                           | 2011                           |
| З                              | 12                             |

Напомена: Године 1998. настала издвајањем дела из насеља Равни Дол.
- Ознака З представља заштићене податке